# Галша
Галша (рум. Galșa) — село у повіті Арад в Румунії. Входить до складу комуни Ширія.
Село розташоване на відстані 403 км на північний захід від Бухареста, 29 км на північний схід від Арада, 67 км на північний схід від Тімішоари.

## Населення
За даними перепису населення 2002 року у селі проживали 2174 особи.
Національний склад населення села:
| Національність | Кількість осіб | Відсоток |
| -------------- | -------------- | -------- |
| румуни         | 1822           | 83,8%    |
| угорці         | 152            | 7,0%     |
| цигани         | 139            | 6,4%     |
| німці          | 57             | 2,6%     |

Рідною мовою назвали:
| Мова      | Кількість осіб | Відсоток |
| --------- | -------------- | -------- |
| румунська | 1978           | 91,0%    |
| угорська  | 137            | 6,3%     |
| німецька  | 53             | 2,4%     |